# Badailhac
Badailhac est une commune française, située dans le département du Cantal en région Auvergne-Rhône-Alpes.

## Géographie

### Communes limitrophes
Les communes limitrophes sont  Carlat, Cros-de-Ronesque, Jou-sous-Monjou, Polminhac, Raulhac, Saint-Étienne-de-Carlat et Vic-sur-Cère.
| Polminhac               | Vic-sur-Cère     | Jou-sous-Monjou |
| Saint-Étienne-de-Carlat | Badailhac        | Raulhac         |
| Carlat                  | Cros-de-Ronesque |                 |

### Climat
Pour des articles plus généraux, voir Climat d'Auvergne-Rhône-Alpes et Climat du Cantal.
En 2010, le climat de la commune est de type climat de montagne, selon une étude du CNRS s'appuyant sur une série de données couvrant la période 1971-2000. En 2020, Météo-France publie une typologie des climats de la France métropolitaine dans laquelle la commune est exposée à un climat de montagne ou de marges de montagne et est dans la région climatique  Ouest et nord-ouest du Massif Central, caractérisée par une pluviométrie annuelle de 900 à 1 500 mm, maximale en automne et en hiver. 
Pour la période 1971-2000, la température annuelle moyenne est de 8,5 °C, avec une amplitude thermique annuelle de 14,7 °C. Le cumul annuel moyen de précipitations est de 1 574 mm, avec 13,3 jours de précipitations en janvier et 8,4 jours en juillet. Pour la période 1991-2020, la température moyenne annuelle observée sur la station météorologique de Météo-France la plus proche, sur la commune d'Aurillac à 15 km à vol d'oiseau, est de 10,5 °C et le cumul annuel moyen de précipitations est de 1 134,7 mm,. Pour l'avenir, les paramètres climatiques de la commune estimés pour 2050 selon différents scénarios d'émission de gaz à effet de serre sont consultables sur un site dédié publié par Météo-France en novembre 2022.

## Urbanisme

### Typologie
Au 1er janvier 2024, Badailhac est catégorisée commune rurale à habitat très dispersé, selon la nouvelle grille communale de densité à 7 niveaux définie par l'Insee en 2022.
Elle est située hors unité urbaine. Par ailleurs la commune fait partie de l'aire d'attraction d'Aurillac, dont elle est une commune de la couronne,. Cette aire, qui regroupe 85 communes, est catégorisée dans les aires de 50 000 à moins de 200 000 habitants,.

### Occupation des sols
L'occupation des sols de la commune, telle qu'elle ressort de la base de données européenne d’occupation biophysique des sols Corine Land Cover (CLC), est marquée par l'importance des territoires agricoles (83,9 % en 2018), en augmentation par rapport à 1990 (77,9 %). La répartition détaillée en 2018 est la suivante : 
prairies (67,5 %), zones agricoles hétérogènes (16,4 %), forêts (11,9 %), milieux à végétation arbustive et/ou herbacée (4,3 %). L'évolution de l’occupation des sols de la commune et de ses infrastructures peut être observée sur les différentes représentations cartographiques du territoire : la carte de Cassini (XVIIIe siècle), la carte d'état-major (1820-1866) et les cartes ou photos aériennes de l'IGN pour la période actuelle (1950 à aujourd'hui).

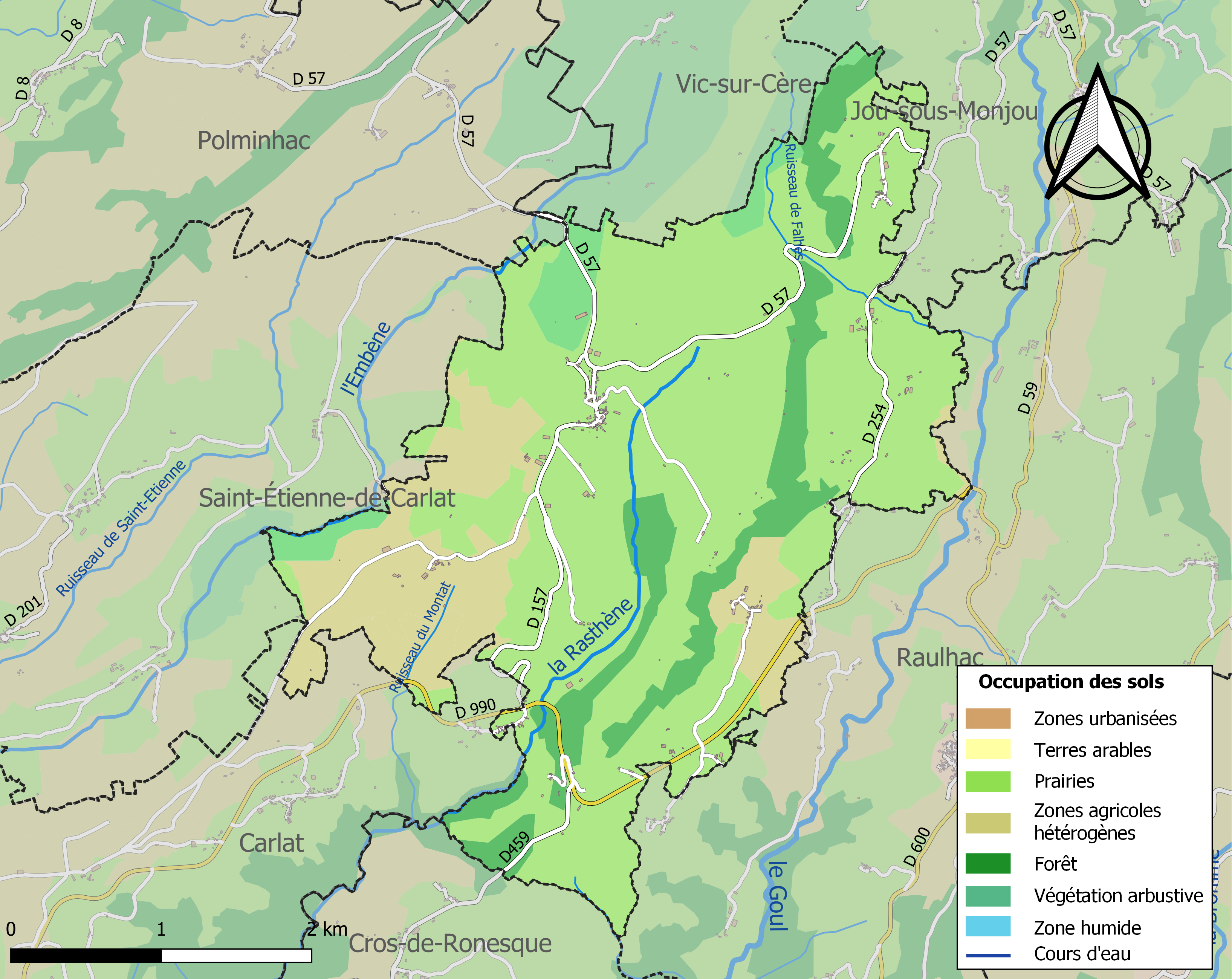
Carte des infrastructures et de l'occupation des sols de la commune en 2018 (CLC).

### Habitat et logement
En 2018, le nombre total de logements dans la commune était de 101, alors qu'il était de 95 en 2013 et de 87 en 2008.
Parmi ces logements, 58,1 % étaient des résidences principales, 32,9 % des résidences secondaires et 9 % des logements vacants. Ces logements étaient pour 95,9 % d'entre eux des maisons individuelles et pour 3,1 % des appartements.
Le tableau ci-dessous présente la typologie des logements à Badailhac en 2018 en comparaison avec celle du Cantal et de la France entière. Une caractéristique marquante du parc de logements est ainsi une proportion de résidences secondaires et logements occasionnels (32,9 %) supérieure à celle du département (20,4 %) et à celle de la France entière (9,7 %). Concernant le statut d'occupation de ces logements, 80,4 % des habitants de la commune sont propriétaires de leur logement (82,8 % en 2013), contre 70,4 % pour le Cantal et 57,5 pour la France entière.
| Typologie                                               | Badailhac | Cantal | France entière |
| ------------------------------------------------------- | --------- | ------ | -------------- |
| Résidences principales (en %)                           | 58,1      | 67,7   | 82,1           |
| Résidences secondaires et logements occasionnels (en %) | 32,9      | 20,4   | 9,7            |
| Logements vacants (en %)                                | 9         | 11,9   | 8,2            |

## Histoire
L'alleu de Badailhac a appartenu à Henri Ier de Rodez qui en fit don aux templiers de la commanderie de Carlat en 1219 avant de rejoindre la cinquième croisade. Après la dévolution des biens de l'ordre du Temple, les hospitaliers continuèrent à percevoir une rente sur la terre de Badailhac qui faisait alors partie de la paroisse de Raulhac.
En 1790, Badailhac est érigée en commune par démembrement de Raulhac.

## Politique et administration

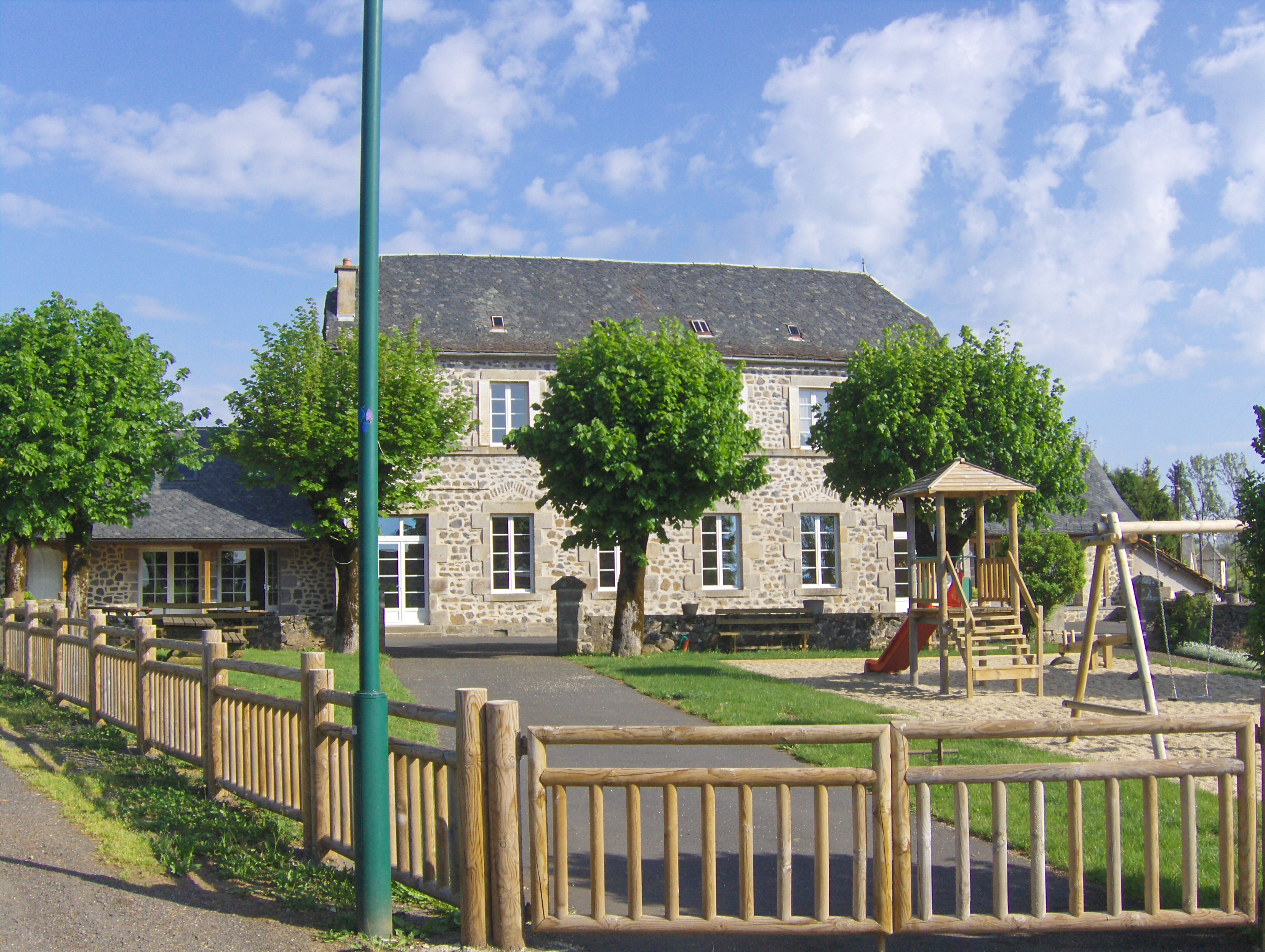
La mairie.

### Découpage territorial
La commune de Badailhac est membre de la communauté de communes de Cère et Goul en Carladès, un établissement public de coopération intercommunale (EPCI) à fiscalité propre créé le 12 octobre 2000 dont le siège est à Vic-sur-Cère. Ce dernier est par ailleurs membre d'autres groupements intercommunaux.
Sur le plan administratif, elle est rattachée à l'arrondissement d'Aurillac, à la circonscription administrative de l'État du Cantal et à la région Auvergne-Rhône-Alpes.
Sur le plan électoral, elle dépend du canton de Vic-sur-Cère pour l'élection des conseillers départementaux, depuis le redécoupage cantonal de 2014 entré en vigueur en 2015, et de la première circonscription du Cantal  pour les élections législatives, depuis le dernier découpage électoral de 2010.

### Liste des maires
| Période                                  | Période  | Identité         | Étiquette | Qualité       |
| ---------------------------------------- | -------- | ---------------- | --------- | ------------- |
| mars 2001                                | 2020     | Georges Laporte  | DVD       | Fonctionnaire |
| 2020                                     | En cours | Antoine Grichois |           |               |
| Les données manquantes sont à compléter. |          |                  |           |               |

## Population et société

### Démographie
L'évolution du nombre d'habitants est connue à travers les recensements de la population effectués dans la commune depuis 1793. Pour les communes de moins de 10 000 habitants, une enquête de recensement portant sur toute la population est réalisée tous les cinq ans, les populations de référence des années intermédiaires étant quant à elles estimées par interpolation ou extrapolation. Pour la commune, le premier recensement exhaustif entrant dans le cadre du nouveau dispositif a été réalisé en 2006.

En 2022, la commune comptait 130 habitants, en évolution de −3,7 % par rapport à 2016 (Cantal : −1,08 %, France hors Mayotte : +2,11 %).
| 1793 | 1800 | 1806 | 1821 | 1831 | 1836 | 1841 | 1846 | 1851 |
| ---- | ---- | ---- | ---- | ---- | ---- | ---- | ---- | ---- |
| 770  | 753  | 725  | 826  | 635  | 626  | 675  | 729  | 559  |

| 1856 | 1861 | 1866 | 1872 | 1876 | 1881 | 1886 | 1891 | 1896 |
| ---- | ---- | ---- | ---- | ---- | ---- | ---- | ---- | ---- |
| 564  | 575  | 530  | 516  | 414  | 401  | 382  | 407  | 412  |

| 1901 | 1906 | 1911 | 1921 | 1926 | 1931 | 1936 | 1946 | 1954 |
| ---- | ---- | ---- | ---- | ---- | ---- | ---- | ---- | ---- |
| 406  | 402  | 379  | 320  | 294  | 275  | 272  | 220  | 238  |

| 1962 | 1968 | 1975 | 1982 | 1990 | 1999 | 2006 | 2011 | 2016 |
| ---- | ---- | ---- | ---- | ---- | ---- | ---- | ---- | ---- |
| 226  | 224  | 193  | 160  | 136  | 122  | 117  | 127  | 135  |

| 2021 | 2022 | - | - | - | - | - | - | - |
| ---- | ---- | - | - | - | - | - | - | - |
| 135  | 130  | - | - | - | - | - | - | - |

## Culture locale et patrimoine

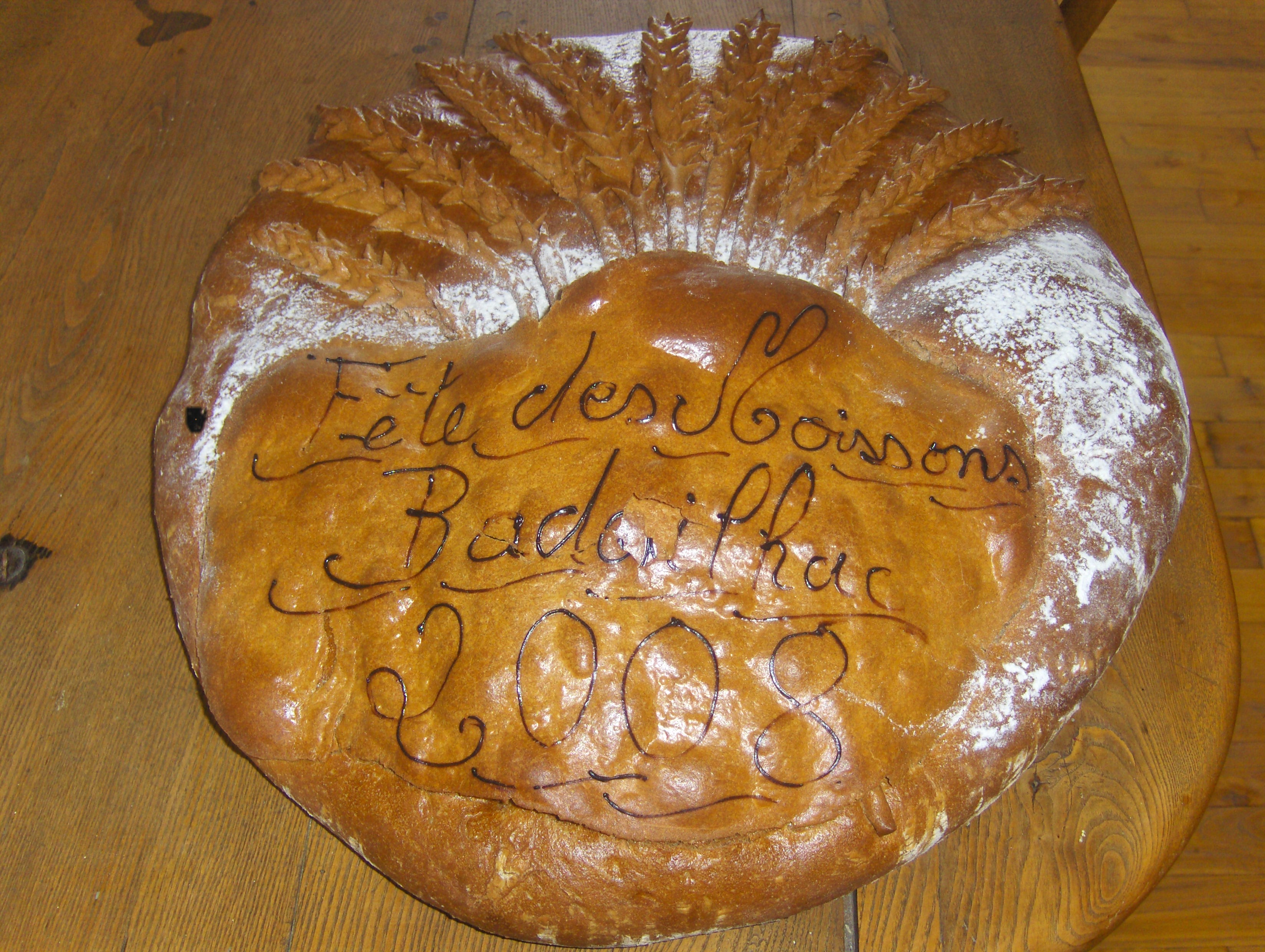
Pain traditionnel.
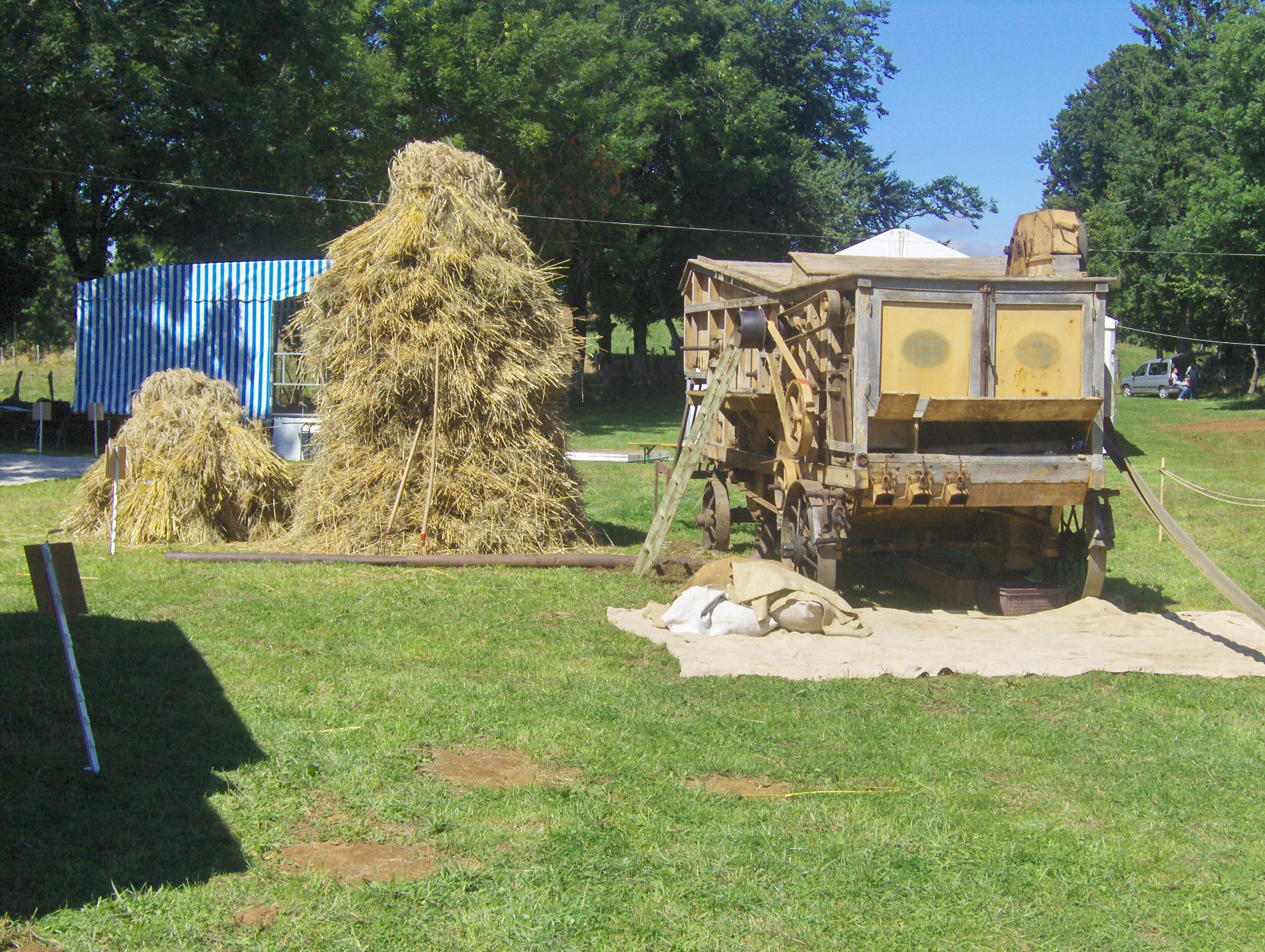
Moisson.
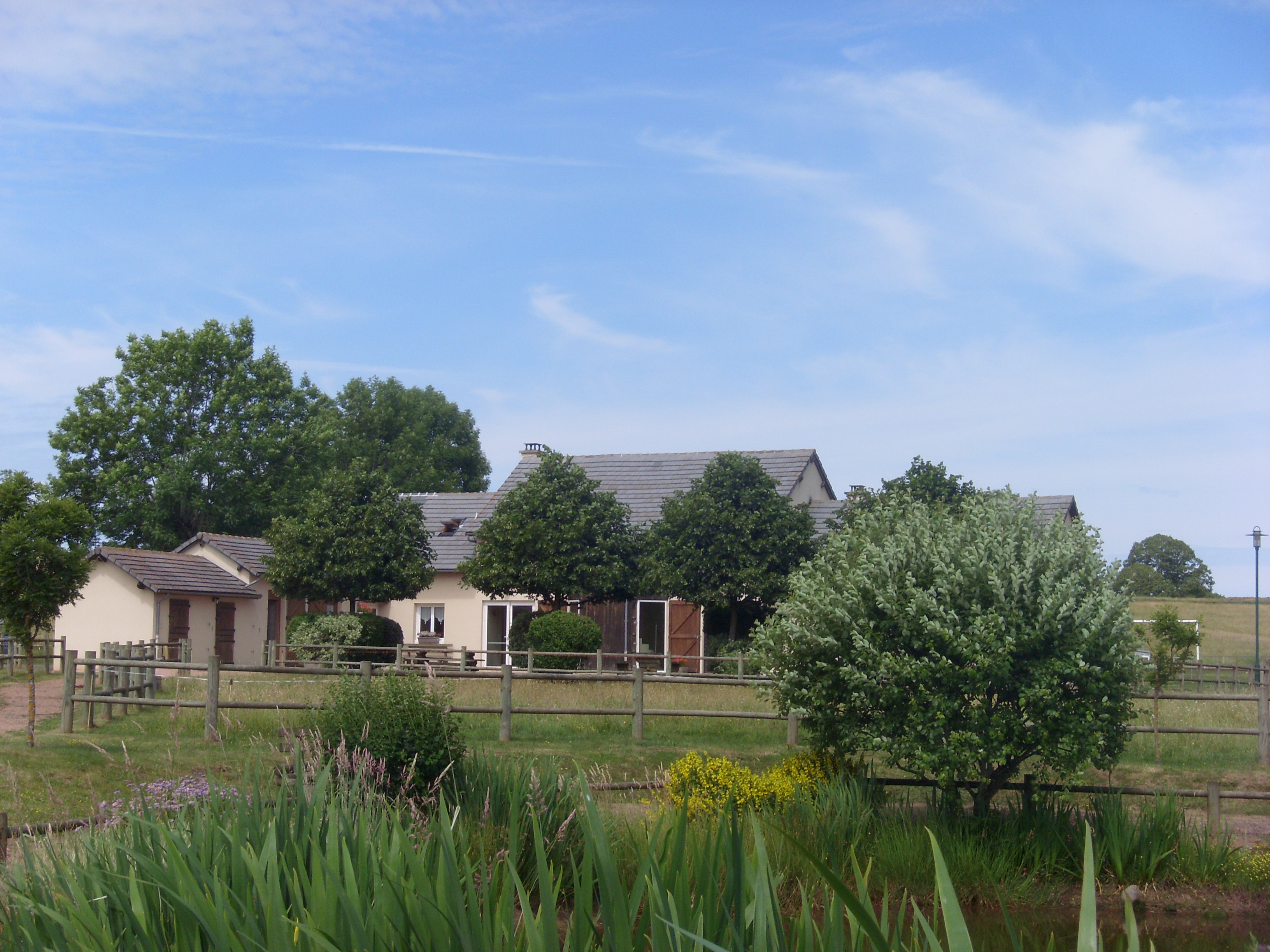
Gîte.

### Lieux et monuments
- Le château de la Calsade appelé aussi le château de Bassignac de la Calsade - XVIe siècle - privé.

### Personnalités liées à la commune
- Géraud-Marie Soubrier (1826-1899), évêque d'Oran de 1886 à 1898.